# موروس (لا كرونيا)
بلدية موروس (بالإسبانية: Muros)‏، هي إحدى بلديات مقاطعة لا كرونيا إحدى مقاطعات إسبانيا، و التي تقع في منطقة جليقية شمال غرب إسبانيا.
يبلغ عدد سكانها 10.272 نسمة وفقاً لإحصائية سنة (2002).